# Boćevica
Boćevica je naselje u gradu Leskovcu, Jablanički upravni okrug, Srbija. Prema popisu iz 2022. godine u Boćevici je živjelo 85 stanovnika.